# Jack Thayer
John Borland Thayer III (24 de diciembre de 1894 - 18 de septiembre de 1945), más conocido como Jack Thayer, fue un joven superviviente del naufragio del RMS Titanic, famoso por su  relato y sus dibujos del hundimiento. Fue uno de los pocos sobrevivientes que testificó que el navío se partió por la mitad antes de hundirse.

## Biografía
Jack Thayer nació en Filadelfia, Estados Unidos, en el seno de una familia de clase acomodada, siendo sus padres Jack Borland Thayer II (vicepresidente de la Canadian Grand Trunk Railroad) y Marianne Thayer. Ellos se establecieron en Haverford, Pensilvania.
Estando la familia de vacaciones en Francia en el verano de 1912, tomaron pasaje en el nuevo RMS Titanic y abordaron el 10 de abril de 1912 a través del SS Nomadic en Cherburgo. El camarote asignado a Jack Thayer fue el C-70 y el de sus padres el C-68.
La noche del 14 de abril de 1912, aproximadamente a las 11:40 h, Jack Thayer estaba a punto de acostarse cuando, según su relato, notó que no había brisa de entrada en el ojo de buey de su camarote. Se puso un pijama y un sobretodo y salió a investigar a popa pero no encontrando nada fuera de lugar. Sin embargo, al dirigirse a la proa notó cantidad inusual de hielo en la cubierta.
A los 24 minutos, notó que los marineros desmontaban los botes de los pescantes y bajó a avisar a sus padres previo a vestirse de modo más abrigado. Jack Thayer y su familia subieron a la cubierta de botes donde se reunieron con un amigo llamado Milton Long Clyde. Cuando se dio la orden de subir a mujeres y niños, Jack Thayer perdió de vista a sus padres en medio de la multitud que se agolpaba frente a los pescantes no pudiendo reubicarlos y sólo tuvo la esperanza de que hubieran abordado uno de los botes que descendían.
No teniendo oportunidad de abordar un bote, tanto Thayer como Clyde tomaron posición en una barandilla cercana al gimnasio de primera clase, justo debajo de la segunda chimenea y empezaron a determinar cuándo saltarían al agua midiendo la velocidad del hundimiento mediante la cuerda de un pescante vacío.
Aproximadamente a las 02:15 de la madrugada del 15 de abril, ambos vieron que su situación era imposible de sostener y saltaron al agua, no volviendo Thayer a ver a su amigo. Thayer describió los estertores de agonía del RMS Titanic, ya que tenía una vista panorámica de todo el casco desde su posición en el agua:

-"El barco parecía estar rodeado de un resplandor y destacaba en la noche, como si estuviera ardiendo. El agua estaba en la base de la primera chimenea. La multitud de gente a bordo corría hacia atrás, siempre hacia atrás, hacia la popa que flotaba. El rugido retumbante continuó, con sonidos incluso más altos de las calderas y motores desprendiéndose de sus bases.   

De repente, toda la superestructura de la nave pareció partirse, justo por la mitad, y arquearse o doblarse hacia arriba. La segunda chimenea, lo suficientemente grande para que dos automóviles juntos pasasen a través, pareció elevarse, emitiendo una nube de chispas. Pareció que iba a caer sobre mi, la evité por tan solo unos veinte o treinta pies. La succión que produjo al hundirse me arrastró hacia el fondo, luché nadando desesperadamente, prácticamente perdido. 
Cuando volví a salir a la superficie, una ola me revolcó y empujó hacia una gran zona de pequeños escombros. Con la mano, pude tocar la cobertura de corcho de un bote salvavidas volcado. Miré hacia él y vi a unos hombres subidos y les pedí que me echaran una mano. Uno de ellos, que era fogonero, me ayudó a subir. En un corto lapso de tiempo, el bote estaba cubierto de veinticinco o treinta hombres. Cuando subí, estaba mirando directamente hacia el barco. 
Su cubierta estaba ligeramente girada hacia nosotros. Podíamos ver grupos de las casi mil quinientas personas a bordo, aferrándose en racimos, como un enjambre de abejas; solo para acabar cayendo en masa, en pares o individualmente, mientras la gran parte del barco, de doscientos cincuenta pies, se elevaba en el cielo, hasta que alcanzó un ángulo de sesenta y cinco o setenta grados. Pareció pausarse y mantuvo la posición, durante lo que se sintieron como minutos. Gradualmente, el barco alejó su cubierta de nosotros, como tratando de ocultar de nuestra vista el horrible espectáculo. 
Miré hacia arriba - estábamos justo debajo de las tres enormes hélices. Por un instante, pensé que caerían sobre nosotros. Entonces, con el sonido amortiguado del estallido de sus últimos mamparos, se deslizó tranquilamente lejos de nosotros, dentro del mar."-

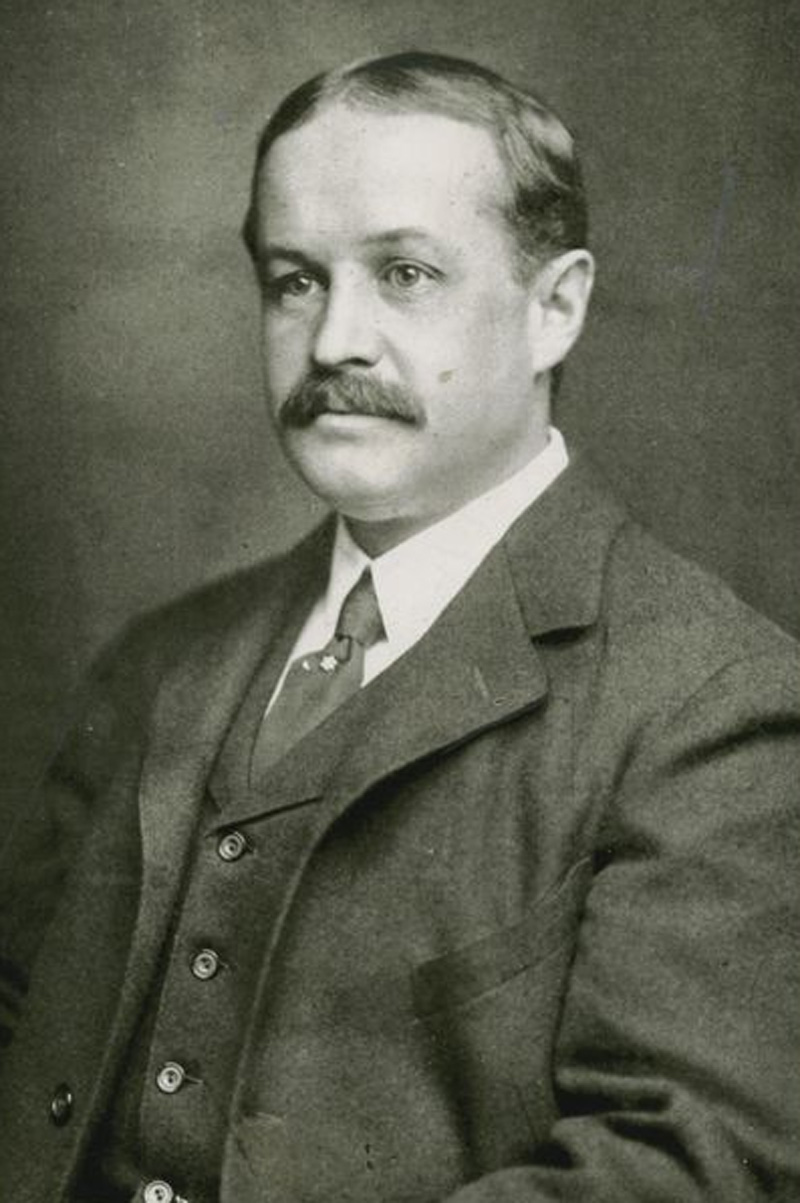
John Borland Thayer II, padre de Jack Thayer, víctima del desastre del RMS Titanic

Jack Thayer fue transferido al bote N.º 12 y luego rescatado por el RMS Carpathia. Su madre fue sobreviviente, no así su padre John B. Thayer II, cuyo cuerpo no fue hallado.
Jack Thayer fue uno de los pocos sobrevivientes que declararon que el RMS Titanic se partió en dos, suministrando dibujos y su relato. Esto se confirmó en 1985, con el descubrimiento de los restos por la expedición del oceanógrafo Robert Ballard.
Jack Thayer continuó su vida graduándose en la Universidad de Pensilvania, se casó con una hija de un prominente dueño de ferrocarriles de Pensilvania, teniendo dos hijos, Edward y John IV.
Thayer sirvió en la Primera Guerra Mundial como artillero para el Ejército estadounidense.
Durante la Segunda Guerra Mundial, los hijos de Thayer se enrolaron en las Fuerzas Armadas estadounidenses, Edward murió en 1943 en el Frente del Pacífico. Cuando Thayer supo de la muerte de su primogénito, entró en una fuerte depresión y se suicidó por autodegollamiento el 18 de septiembre de 1945. Fue enterrado en un cementerio de Bryn Mawr, Pensilvania.